# Ханьцзян (река, впадает в Южно-Китайское море)
Ханьцзян (кит. упр. 韩江, пиньинь Hán Jiāng) — река в южном Китае, в восточной части провинции Гуандун.
Название получила в честь Хань Юя. Образуется из слияния рек Мэйцзян и Тинцзян; впадает в Южно-Китайское море в районе Шаньтоу.
В районе Чаочжоу через реку Ханьцзян перекинут мост Гуанцзи XII века, один из четырёх знаменитых древних мостов Китая.